# Slovenska opera
Opera je gledališko-glasbeno delo, ki združuje glasbeno, plesno in likovno umetnost. Na območju Slovenije so se izvirne opere pojavile v drugi polovici 18. stoletja. Leta 1780 je Jakob Zupan napisal prvo slovensko opero Belin na besedilo Janeza Damascena Deva.

## Začetki
- Janez Krstnik Novak: Figaro (1790)
- Miroslav Vilhar: Jamska Ivanka (1850)
- Benjamin Ipavec: Tičnik (1866)
- Anton Foerster: Gorenjski slavček (1872 kot opereta, 1896 kot opera)
- Anton Stöckl: Čarovnica (1876)
- Benjamin Ipavec: Teharski plemiči (1892)
- Viktor Parma: Urh, grof Celjski (1895), Ksenija (1897), Stara pesem (1898), Caričine Amazonke (1903), Nečak (1907)
- Fran Serafin Vilhar: Smiljana (1901)

## 20. in 21. stoletje
V tem obdobju so delovali:
- Risto Savin: Poslednja straža (1907), Lepa Vida (1907), Matija Gubec (1923)
- Fran Gerbič: Nabor (1913)
- Lucijan Marija Škerjanc (Snežna kraljica - 1913, Žlahtni meščan - 1922, Šola za ženske - 1945, Mnogo hrupa za nič - 1947, Sganarelle ou le Cocu imaginare - 1950, Versajski impromptu - 1950, Cyrano de Bergerac - 1952)
- Slavko Osterc (Krst pri Savici - 1921, Osveta - 1923, Iz komične opere - 1928, Krog s kredo - 1928/29, Saloma - 1929/30, Dandin v vicah - 1930, Medeja - 1930)
- Hugolin Sattner (Tajda ali Komposteljski romarji - 1922-1925)
- Marij Kogoj (Črne maske - 1929)
- Matija Bravničar (Hlapec Jernej in njegova pravica - 1936, Pohujšanje v dolini Šentflorjanski - 1928-1929)
- Mihovil Logar (Sablazan u dolini Šentflorjanskoj - 1937, Kir Janja - 1940, Pokondirena tikva - 1956, Četrdestprva - 1958, Paštrovski vitez - 1976)
- Radovan Gobec (Tremerski dukat - 1934, Kri v plamenih - 1969)
- Danilo Švara (Kleopatra - 1940, Veronika Deseniška - 1946, Slovo od mladosti - 1954, Ocean - 1969, Štirje junaki - 1974),
- Marjan Kozina (Ekvinokcij - 1943)
- Matija Tomc (Krst pri Savici - 1947)
- Mirko Polič (Mati Jugovičev - 1947, Deseti brat - 1951)
- Kruno Cipci (Doktor Petelin - 1966)
- Pavel Šivic (Cortesova vrnitev - 1974, Svitanje - 1979, Samorog - 1981, Kaznovana radovednost - 1988, Hiša iz kart - 1989)
- Jani Golob (Krpanova kobila - 1992, Medeja - 1999, Ljubezen kapital - 2010)
- Tomaž Svete (Kriton - 2000, Pesnik in upornik - 2003, Pierrot in Pierrette - 2006, Granatno jabolko - 2009, Apologija - 2010)
- Matjaž Jarc (Alamut)
- Božidar Kantušer (Na božični večer)
- Janez Osredkar (Janko in Metka)

## Slovenska opera v svetu
Izven Slovenije je bilo uprizorjenih pet oper. Večina je bila uprizorjena v državah članicah bivše Jugoslavije (Parmova Ksenija, Švarova Veronika Deseniška, Kozinov Ekvinokcij in Merkujev Kačji pastir), Foersterjevega Gorenjskega slavčka pa so prikazali tudi v Brnu, Clevelandu in Olomoucu. Naštetim izvedbam so se pridružila še dela Jurija Mihevca, Franca Pollinija, Mihovila Logarja, Franca Serafina Vilharja, Vinka Globokarja, Avgusta Ipavca (Zlatorog), Johna Ivanuscha (Turjaška Rozamunda). Mednarodno so bili uspešnejši glasbeniki v ljubljanskem opernem ansamblu. Na Nizozemskem so uspeli z mednarodnim gostovanjem in zelo uspešnim nastopom v Parizu. Leta 1957 so dobili tudi Philipsovo nagrado za najboljši posnetek leta (Sergej Prokofjev: Zaljubljen v tri oranže).

## Slovensko narodno gledališče Opera in balet Ljubljana
Stavba ljubljanske opere je bila zgrajena leta 1882. Arhitekta za poslopje, ki je bilo sprva Deželno gledališče, sta bila Čeha Jan Vladimir Hrasky in Anton Hruby. Zidarji so bili domačini. Leta 1993 je bila ljubljanska operna hiša razglašena za nepremični spomenik lokalnega pomena.
Prvi orkestri so bili sestavljeni iz najetih vojaških glasbenikov, z ustanovitvijo Slovenske filharmonije leta 1908 pa je Opera dobila svoj stalni orkester. Danes v simfoničnem orkestru igra 66 stalnih glasbenikov. Opera sodeluje s 26 solisti na vseh glasovih (sopran, mezzosopran, alt, tenor, bariton, bas). V zboru je 45 pevcev in pevk. Leta 1998 so začeli graditi moderen prizidek, leta 2011 pa so Opero ponovno odprli na koncertu Zlitje stoletij.

## Slovensko narodno gledališče Maribor
Slovensko narodno gledališče v Mariboru poleg Opere in baleta združuje še Dramo in od leta 1993 Simfonični orkester. Prvotna stavba je bila zgrajena leta 1851, prenavljali so jo v letih 1979-2003. Med solisti (tako stalnimi, kot gostujočimi) v opernem ansamblu so med drugim Nuška Drašček Rojko, Eva Černe, Aljaž Farasin, Janez Lotrič, Dada Kladenik, Klemen Torkar. Poleg solistov deluje tudi zbor, ki ga sestavlja 41 članov, od tega 21 ženskih glasov in 20 moških.